# نيكولا كورينت
نيكولا كورينت (بالإيطالية: Nicola Corrent)‏ (29 مارس 1979 بفيرونا في إيطاليا - ) هو لاعب كرة قدم إيطالي في مركز الوسط. شارك مع منتخب إيطاليا تحت 18 سنة لكرة القدم ومنتخب إيطاليا تحت 19 سنة لكرة القدم ومنتخب إيطاليا تحت 20 سنة لكرة القدم ومنتخب إيطاليا تحت 21 سنة لكرة القدم. أما مع النوادي، فقد لعب مع إيه سي ميلان ونادي ترنانا ونادي ساليرنيتانا ونادي سيينا ونادي كومو ونادي ليكو ونادي مودينا ونادي مونزا ونادي نابولي وهيلاس فيرونا وكارسو كالتشيو ‏.

## وصلات خارجية
- نيكولا كورينت على موقع قاعدة بيانات كرة القدم.إي يو (الإنجليزية)
- نيكولا كورينت على موقع عالم كرة القدم.نت (الإنجليزية)